# Christel Freseová
Christel Freseová (* 3. srpna 1944) je bývalá německá atletka, sprinterka.
Specializovala se na běh na 400 metrů. V této disciplíně doběhla druhá na Evropských halových hrách v roce 1969. Ve stejném roce byla členkou bronzové západoněmecké štafety na 4 × 400 metrů na evropském šampionátu v Athénách. O rok později při premiéře halového mistrovství Evropy získala stříbrnou medaili v běhu na 400 metrů. Stejného úspěchu dosáhla jako členka štafety SRN na 4 × 400 metrů na mistrovství Evropy v Helsinkách o rok později. Nejúspěšnější sezónou byl pro ni rok 1972. Na evropském halovém šampionátu zvítězila v běhu na 400 metrů, druhou zlatou medaili získala ve štafetě na 4x2 kola. V této sezóně vytvořila také svůj osobní rekord na 400 metrů časem 52,2.